# Wilhelm Mülhens
Wilhelm Mülhens (* 25. Juni 1762 in Troisdorf; † 6. März 1841 in Köln:500) war ein Kölner Unternehmer und Begründer der Firma Mülhens, die mit dem Duft „4711“ weltbekannt wurde.:299

## Leben

### Herkunft und Familie
Der Katholik Wilhelm Mülhens war der Sohn des Burgverwalters auf Burg Wissem und späteren Troisdorfer Schöffen, Jacob Mülhens (1722–1806) und der Maria Anna Gertrud, geb. Volberg (1730–1816).:299 Unter seinen Geschwistern sind die älteren Brüder Franz Wolfgang (1751–1835), Kaufmann und Bankier in Köln, Heinrich (1758–1838), Bankier in Koblenz und Frankfurt am Main, und Johann Theodor (1761–1837, verheiratet mit Margaretha Schaaffhausen), Bankier in Köln, Koblenz und Frankfurt, bekannt.:299 Wilhelm Mülhens heiratete im Jahr 1792 Catharina Josephina Moers (1774–1841), Tochter des Notars und Kaiserlichen Rates Carl Joseph Moers und der Sibylla Catharina, geb. Wintgens. Das Ehepaar hatte sieben Kinder.:299–303

### Werdegang
Über die drei ersten Lebensjahrzehnte von Mülhens sind keine Quellen erhalten. Vermutlich kam er kurz nach seiner Heirat nach Köln, wo seine Brüder sich bereits unter anderem als Transportunternehmer für die französische Armee betätigten.:299 Nach der Firmenlegende hatte ein Kartäusermönch namens Franz Carl Maria Farina ihm am Tag seiner Heirat die Rezeptur zur Herstellung von Echt Kölnisch Wasser zum Geschenk gemacht.:300 Der Historiker Wilhelm Treue gab ferner in seiner Biographie zu Ferdinand Mülhens an, dass dessen Großvater Wilhelm Mülhens sich bereits 1792 mit der Herstellung von Kölnisch Wasser befasste.:158 Nach der Darstellung von Wilhelm Treue erwarb Wilhelm Mülhens im Jahr 1796 sowohl das Bürgerrecht in Köln als auch das Haus in der Glockengasse, das im selben Jahr auf Grund der per Ratsbeschluss vom 8. April 1796 umgesetzten Nummerierung aller Kölner Häuser die Nummer 4711 erhalten haben soll.:158 Nach einer Auswertung von Originärquellen in jüngerer Zeit geht die Hausnummerierung indes auf einen Beschluss während des Siebenjährigen Krieges zurück, der letztlich aber erst unter dem Druck der herannahenden französischen Revolutionstruppen im Jahr 1794 in die Praxis umgesetzt wurde. Das westliche Eckhaus der Schwertnergasse führte später die Anschrift Glockengasse 12.
Zu Anfang lief die Kölnisch-Wasser-Herstellung neben der schon zuvor betriebenen Betätigung als Kaufmann in Spekulationsgeschäften, ohne zusätzliche Mitarbeiter und bei geringer Produktionsmenge. Erst nach und nach wurde dieser Zweig seiner Geschäftstätigkeiten der Wesentliche. Mülhens bezog seine Rohstoffe aus Grasse, dem bedeutendsten Lieferort für Duftpflanzen.:300 Im Jahr 1800 führt ihn die Liste der Kontributionszahler als Kölnisch-Wasser-Fabrikant.:158
Um den bekannten Namen Farina nutzen zu können, schloss er im Jahr 1803 einen Sozietätsvertrag mit einem Carl Franz Maria Farina, der aus der Düsseldorfer Linie der Sippe stammte.:300
Bereits im Jahr 1804 schloss Wilhelm Mülhens den ersten Vertretungsvertrag mit einer Frankfurter Weinhandelsfirma ab. 1807 wurde die Hausnummer 4711 erstmals als Identifikation stiftendes Werbemittel in einer Zeitungsanzeige eingesetzt. Als Folge des napoleonischen Dekrets von 1810, die Rezepturen aller Heilmittel zu veröffentlichen, vertrieben die Produzenten von „Eau de Cologne“ ihr Produkt in der Folge ausschließlich als Duftwasser. Parallel richtete Wilhelm Mülhens 1811 die erste Repräsentanz in Paris ein, auf die weitere in Frankreich folgten. Es waren nicht zuletzt heimkehrende französische Offiziere, die die Bekanntheit des Produkts vergrößerten. Um auch außerhalb des Napoleonischen Einzugsgebiets sein Produkt verbreiten zu können, richtete Mühlens 1812 eine Vertretung im schwedischen Stralsund ein, und nach den Koalitionskriegen weitere in Russland und England.:300 Von entscheidender Bedeutung für den Aufschwung des Unternehmens war ein von Johann Tobias Lowitz entwickeltes Verfahren, zur Reinigung von Spiritus Aktivkohle einzusetzen. Hierdurch wurde die Herstellung des Kölnisch Wassers unabhängig von dem zu verzollenden französischen Weingeist.:300

### Letzte Lebensjahre
Im Jahr 1821 übergab Wilhelm Mülhens die Geschäftsführung an seinen 20-jährigen Sohn Peter Joseph Mülhens.:300
Nachdem er 1833 ein kleines Gut bei Kessenich erworben hatte, das er zeitweise auch selbst bewohnte, zog er sich um 1836 endgültig aus der Gesellschaft zurück.:300 Nach einer Vermögensaufstellung, die zu Erbteilungszwecken im Jahr 1841 aufgestellt wurde, umfasste der Nachlass von Wilhelm Mülhens etwa 85.000 Taler.:159 Catharina und Wilhelm Mülhens starben vis-à-vis ihres Stammhauses, in der Glockengasse 17, dem Haus eines  Schwiegersohnes, des Advokat-Anwalts Franz Ulrich Kyll (1795–1868).

### Nachfahren
Unter den vier Söhnen des Ehepaares Mülhens, zwei starben früh, ist es Peter Joseph Mülhens (1801–1873), der das Unternehmen fortführte. Ferdinand Mülhens (1844–1928) war ein Enkel und Peter Paul Mülhens (1875–1945) ein Urenkel.:299–303 Eine Tochter,  Gertrud Nicolette Mülhens war seit 1827 mit Franz Ulrich Kyll (1795–1868), verheiratet. Deren Sohn Peter Joseph Kyll (1834–1902) heiratete 1873 Emma Bachem (1851–1912), eine Tochter des Kölner Oberbürgermeisters Alexander Bachem. Peter Kyll war Mitbegründer der (späteren) Maschinenfabrik P. Kyll (Oberländer Ufer 166, Marienburg).

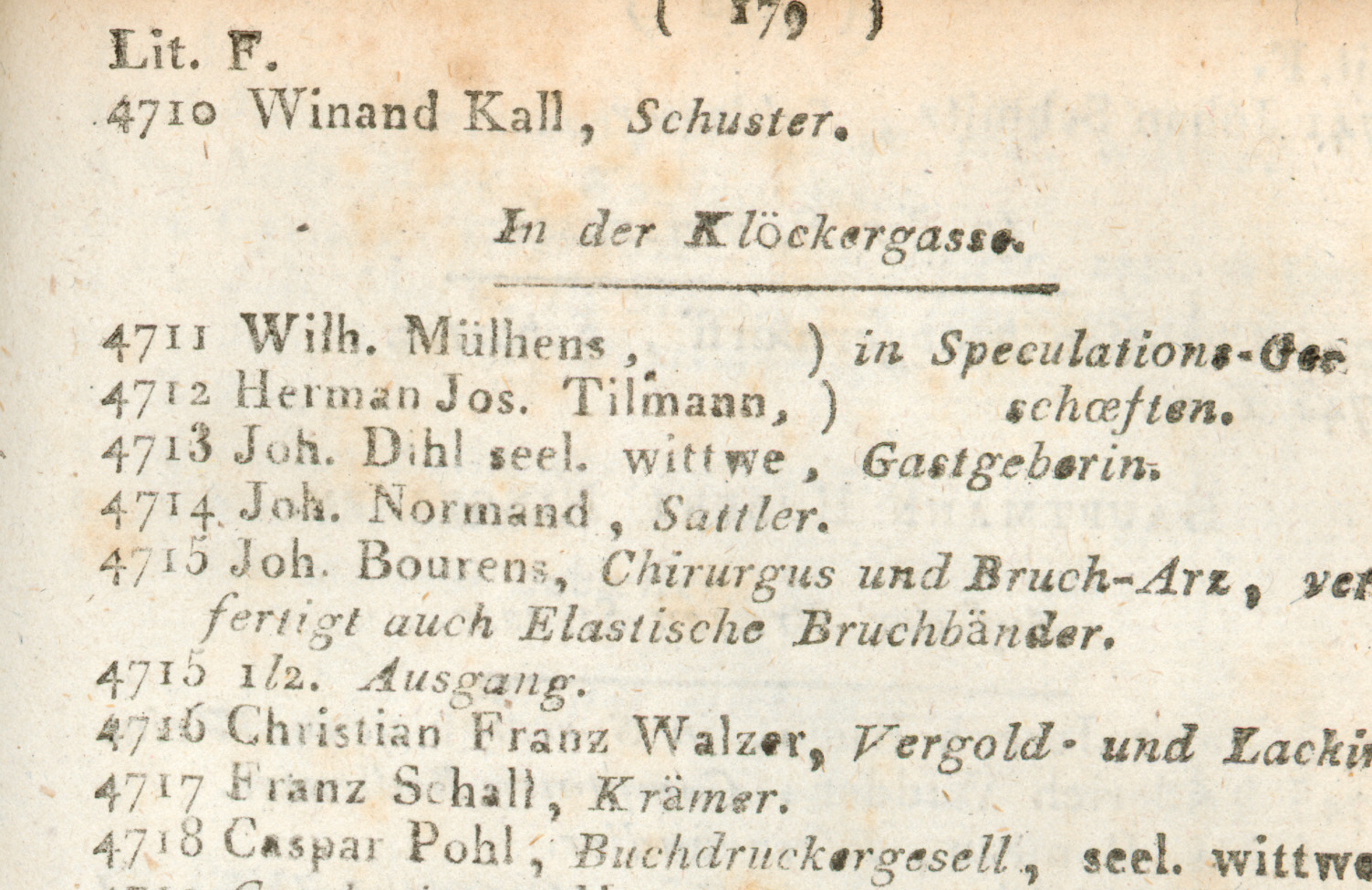
Kölner Adressbuch 1797, Seite 179: Wilhelm Mülhens in der Klöckergasse
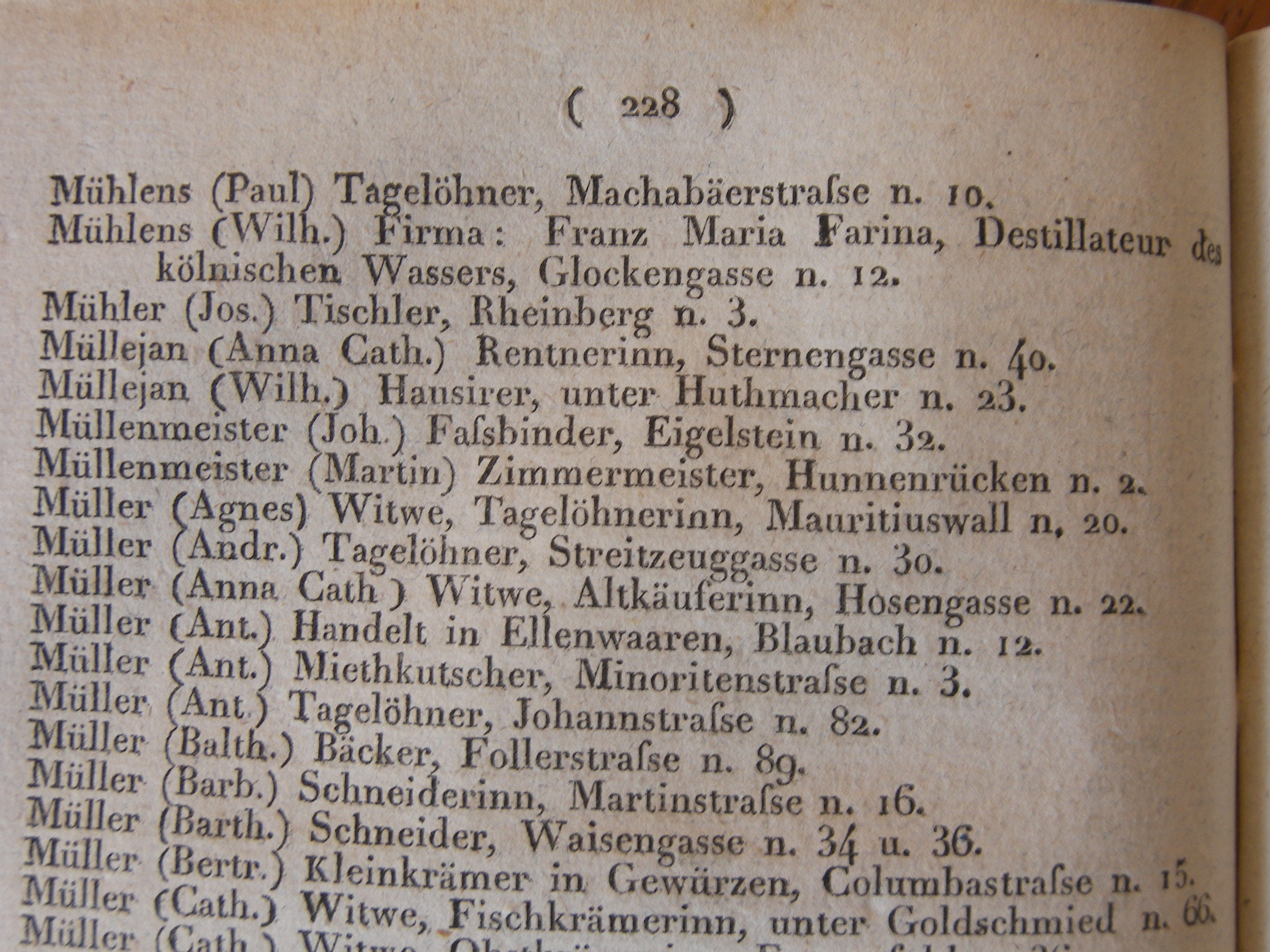
Kölner Adressbuch 1822, Seite 228: Wilhelm Mülhens (Mühlens) unter Firma Franz Maria Farina
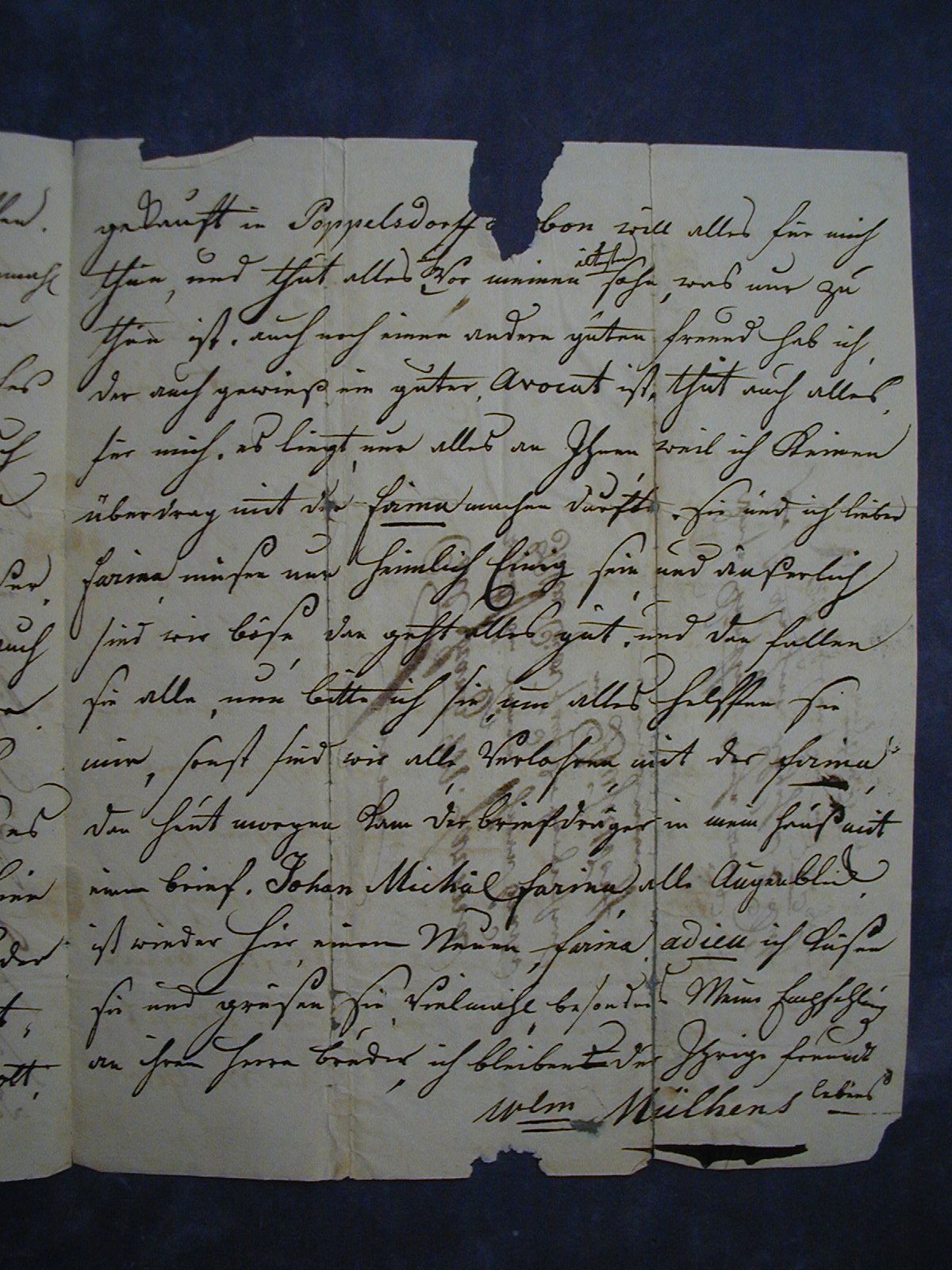
Brief von Wilhelm Mülhens vom 3. Februar 1826 seine Firmenverkäufe betreffend „… es liegt nur alles an Ihnen, da ich keinen Uebertrag mit der Firma machen durfte …“
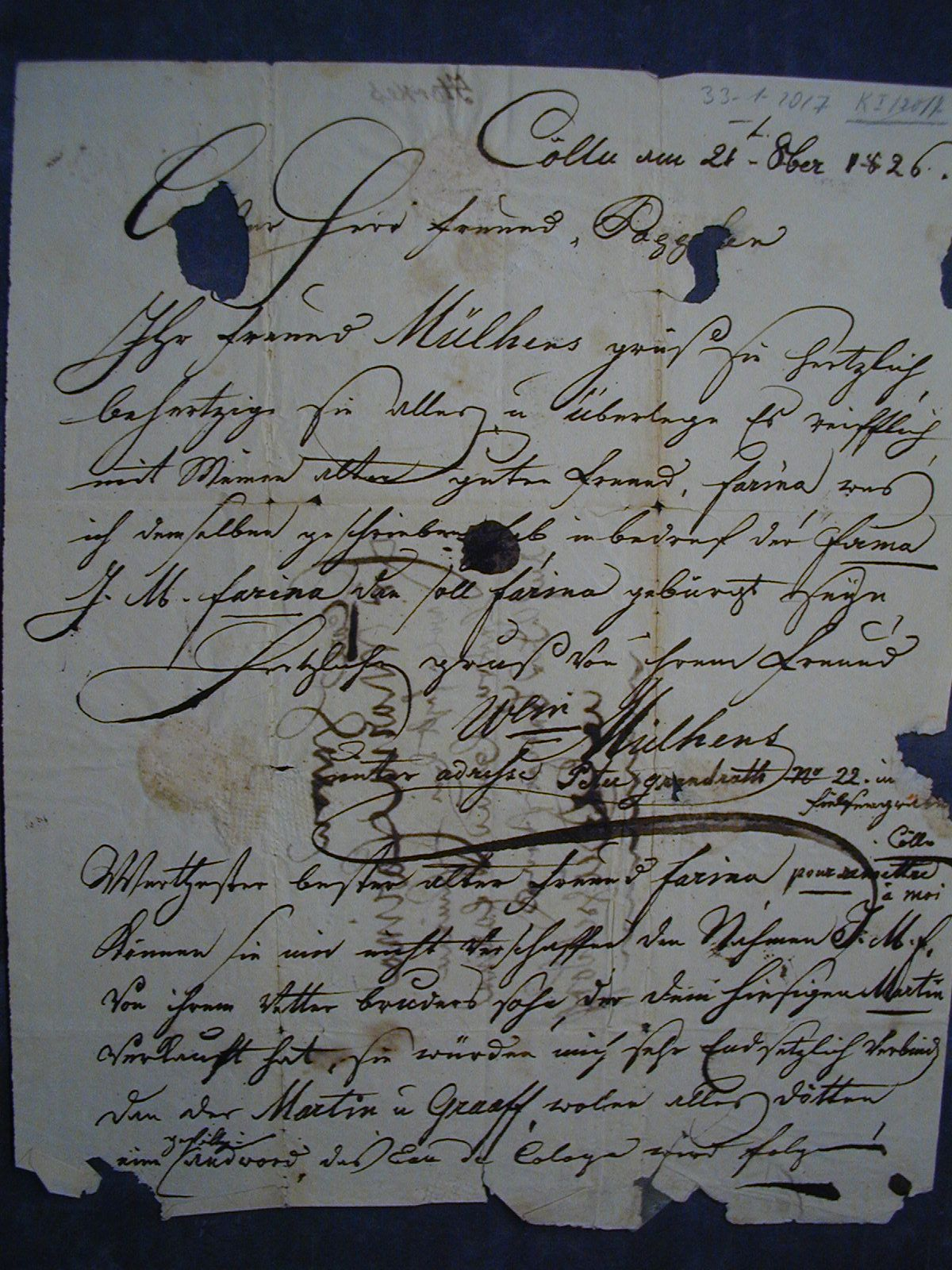
Brief von Wilhelm Mülhens vom 21. Oktober 1826 bezüglich seiner Firma „…Können Sie mir nicht verschaffen den Namen Johann Maria Farina von Ihrem Vetter, Bruders Sohn, Sie würden mich sehr entsetzlich verbinden, denn der Martin und Graff wollen alles dötten …“
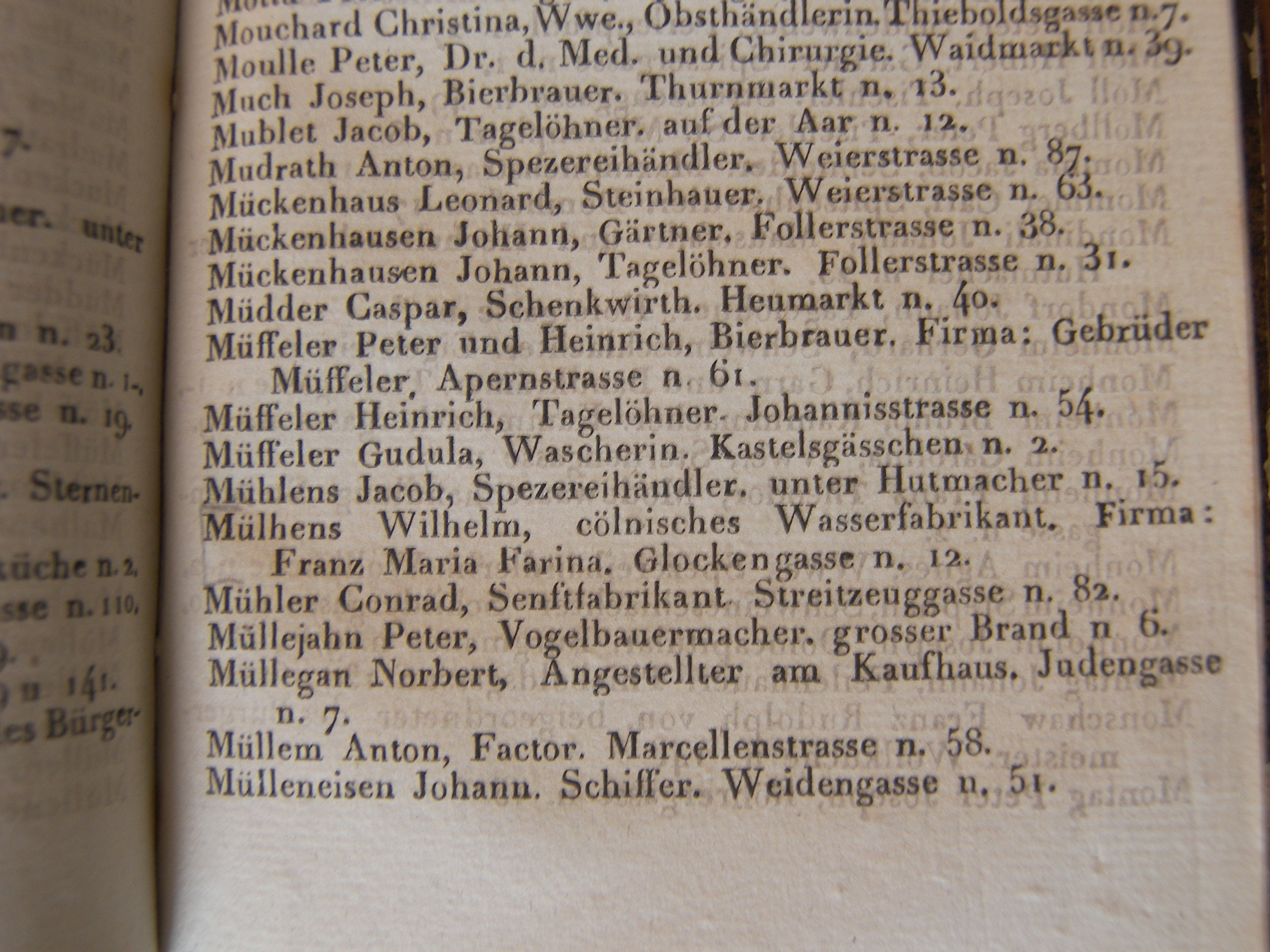
Kölner Adressbuch 1831, S. 261, Wilhelm Mülhens Glockengasse No.12